# IC 1349
IC 1349 ist eine Galaxie vom Hubble-Typ S im Sternbild Wassermann. Sie ist schätzungsweise 380 Millionen Lichtjahre von der Milchstraße entfernt.
Das Objekt wurde am 6. August 1891 von dem Astronomen Stéphane Javelle entdeckt.